# Fekalom
Ett fekalom (av latinets faeces "avföring") är en förhårdnad bestående av fekalier (avföring) som kan ha olika storlek och som uppträder då kronisk obstruktion av tarmpassagen uppstår, som till exempel vid megakolon och kronisk förstoppning.